# هجرة الحشرات

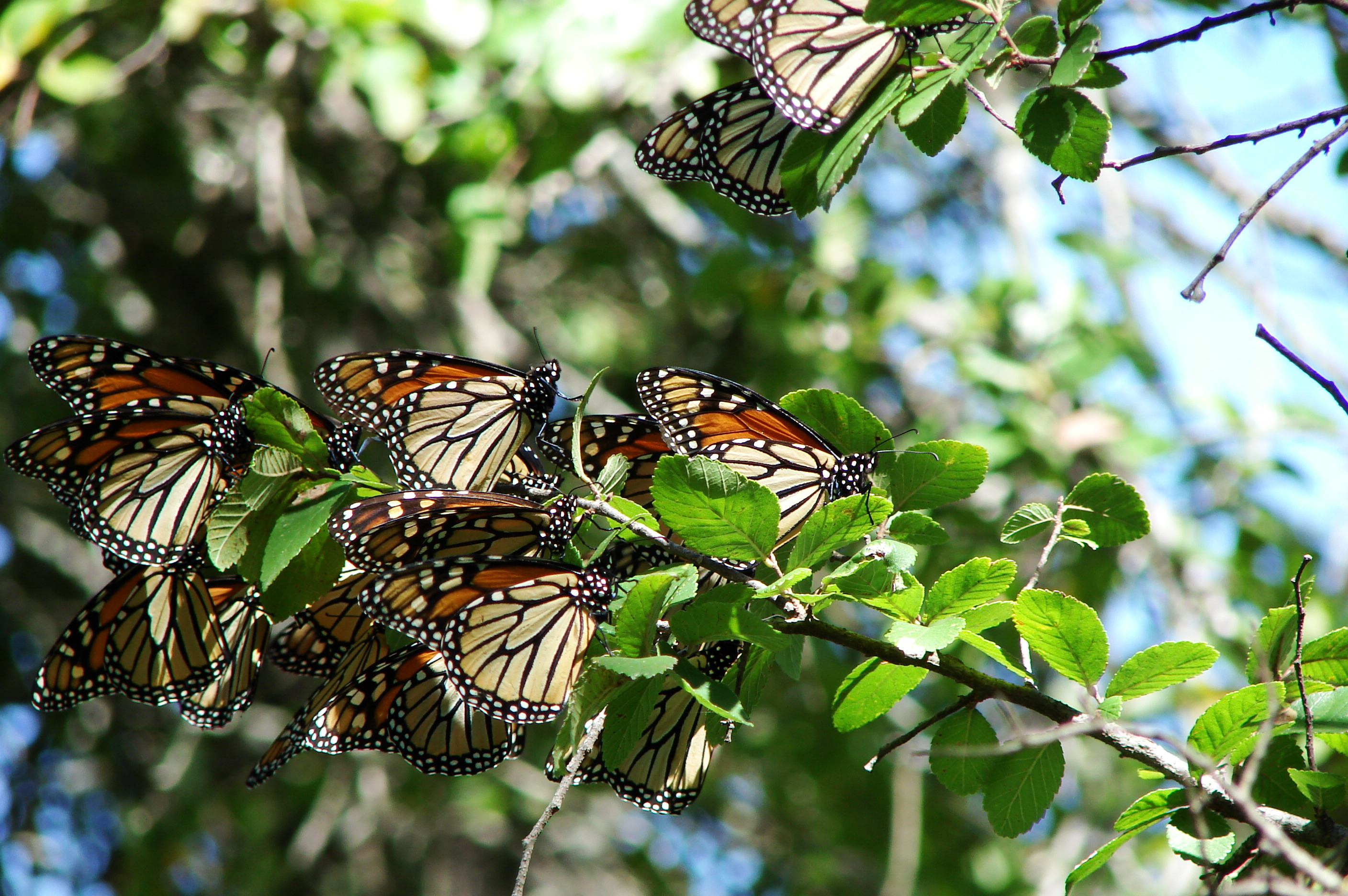
فراشات ملكية

هجرة الحشرات هي الحركة الموسمية للحشرات، وخاصة تلك التي أنواع من اليعسوب والخنافس والفراشات والعث. المسافة يمكن أن تختلف مع الأنواع وفي معظم الحالات هذه التنقلات تضم أعدادا كبيرة من الأفراد. يهاجر الأفراد في بعض الحالات في اتجاه واحد حيث قد لا تعود والجيل القادم قد يهاجر بدلا من ذلك في الاتجاه المعاكس. هذا هو الفرق الكبير بين هجرة الحشرات و هجرة الطيور.